# محمد السيد (ملاكم)
محمد السيد (مواليد 22 أبريل 1973) هو ملاكم مصري، مثّل بلاده في الألعاب الأولمبية الصيفية 2004.

## روابط خارجية
محمد السيد على موقع اللجنة الأولمبية الدولية (الإنجليزية)
- محمد السيد على موقع أوليمبيديا (الإنجليزية)